# Hekla
Hekla este un vulcan cu altitudinea de 1488 m deasupra n.m. situat în Islanda de Sud. El face parte dintr-o crăpătură de natură vulcanică cu o lungime de 40 de km și cu o vechime de circa 6 600 de ani. Vulcanul, împreună cu Grímsvötn, face parte dintre cei mai activi vulcani din Islanda. Hekla este un tip de vulcan mixt, vulcan-stro și vulcan-fisură; de-a lungul crăpăturii sunt numeroase cratere, care erup periodic, ultima erupție fiind în anul 2000. După documentele istorice, au avut loc erupții vulcanice în anul 1104 urmate de alte 20 de erupții, care au avut loc în ultimii ani: în 1947, 1970, 1980/81 și 1991. După datele geologice a avut loc o erupție masivă cu un volum de lavă de 15 km3 după ultima perioadă de glaciațiune. Norii de cenușă de la ultimele erupții vulcanice au ajuns până la Helsinki, iar urme de cenușă au fost găsite chiar în Germania.